# Saint-Julien-les-Rosiers
Pour les articles homonymes, voir Saint-Julien et Rosier (homonymie).
Saint-Julien-les-Rosiers est une commune française située dans le nord du département du Gard, en région Occitanie.
Exposée à un climat méditerranéen, elle est drainée par le ruisseau Blanc, le ruisseau de Grave Longue, le ruisseau Grabieux.
Saint-Julien-les-Rosiers est une commune urbaine qui compte 3 492 habitants en 2022, après avoir connu une forte hausse de la population depuis 1962. Elle est dans l'agglomération d'Alès et fait partie de l'aire d'attraction d'Alès. Ses habitants sont appelés les Julirosiens ou  Julirosiennes.

## Géographie

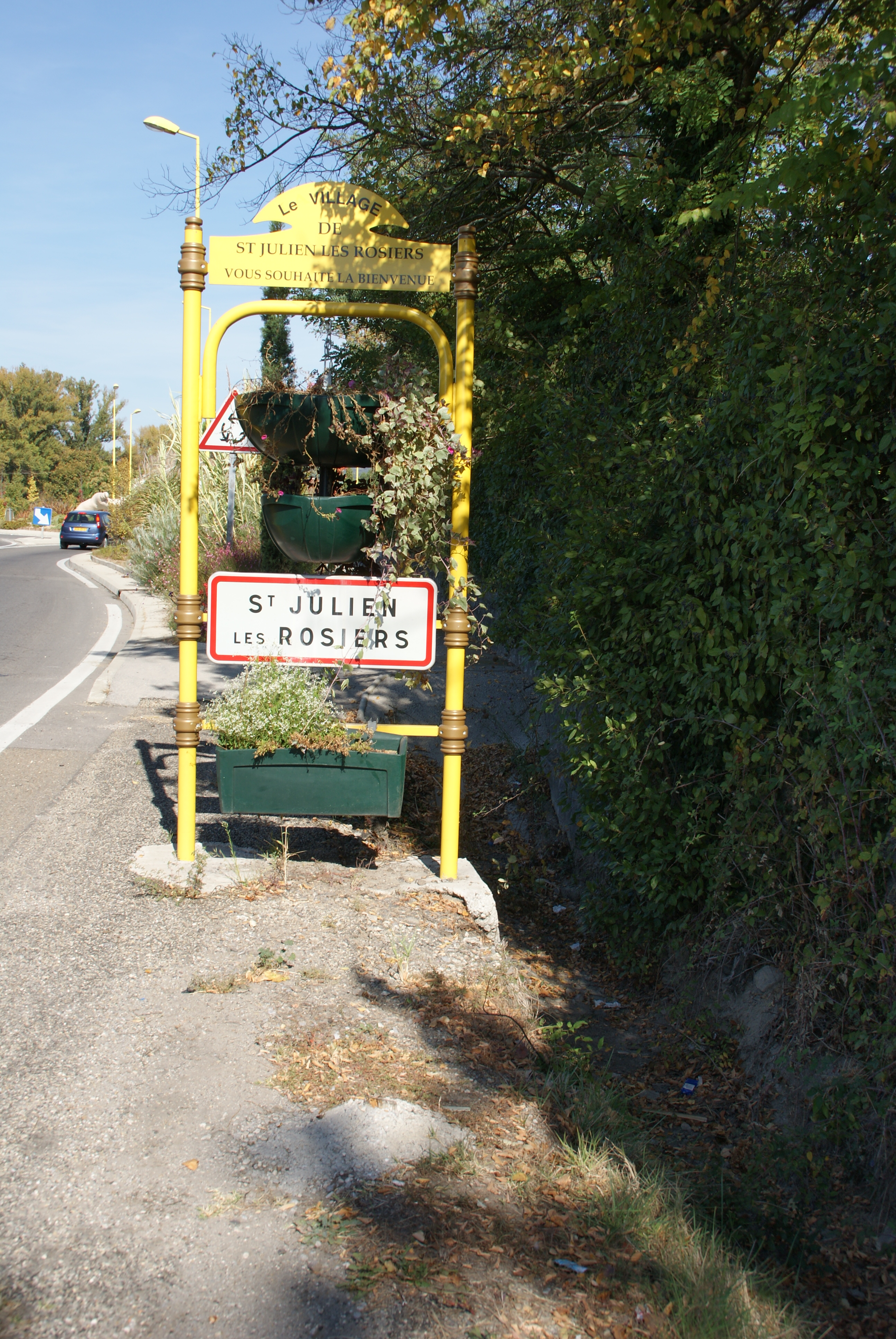
Entrée du village.

La commune est entourée des communes de Laval-Pradel, Rousson, Saint-Privat-des-Vieux et Saint-Martin-de-Valgalgues.
Située à 180 m d'altitude, la rivière l'Avene est le principal cours d'eau qui traverse la commune.
On peut découvrir à Saint-Julien une immense carrière de calcaire. Ici, était exploitée la pierre datant du Jurassique supérieur. Elle est de couleur grise et très résistante à l'écrasement. Quand la carrière fonctionnait, on extrayait jusqu'à 60 000 tonnes de calcaire par an ; elle fut cependant définitivement fermée le 25 octobre 1993.

### Communes limitrophes
Les communes limitrophes sont Laval-Pradel, Rousson, Saint-Florent-sur-Auzonnet, Saint-Martin-de-Valgalgues et Saint-Privat-des-Vieux.

### Climat
Pour des articles plus généraux, voir Climat de l'Occitanie et Climat du Gard.
En 2010, le climat de la commune est de type climat méditerranéen franc, selon une étude s'appuyant sur une série de données couvrant la période 1971-2000. En 2020, Météo-France publie une typologie des climats de la France métropolitaine dans laquelle la commune est dans une zone de transition entre le climat de montagne et le climat méditerranéen et est dans la région climatique Provence, Languedoc-Roussillon, caractérisée par une pluviométrie faible en été, un très bon ensoleillement (2 600 h/an), un été chaud (21,5 °C), un air très sec en été, sec en toutes saisons, des vents forts (fréquence de 40 à 50 % de vents > 5 m/s) et peu de brouillards.
Pour la période 1971-2000, la température annuelle moyenne est de 13,6 °C, avec une amplitude thermique annuelle de 17,3 °C. Le cumul annuel moyen de précipitations est de 1 106 mm, avec 7,4 jours de précipitations en janvier et 3,7 jours en juillet. Pour la période 1991-2020, la température moyenne annuelle observée sur la station météorologique la plus proche, située sur la commune de Salindres à 4 km à vol d'oiseau, est de 14,0 °C et le cumul annuel moyen de précipitations est de 1 092,1 mm,. Pour l'avenir, les paramètres climatiques de la commune estimés pour 2050 selon différents scénarios d’émission de gaz à effet de serre sont consultables sur un site dédié publié par Météo-France en novembre 2022.

### Milieux naturels et biodiversité
Aucun espace naturel présentant un intérêt patrimonial n'est recensé sur la commune dans l'inventaire national du patrimoine naturel,,.

## Urbanisme

### Typologie
Au 1er janvier 2024, Saint-Julien-les-Rosiers est catégorisée ceinture urbaine, selon la nouvelle grille communale de densité à sept niveaux définie par l'Insee en 2022.
Elle appartient à l'unité urbaine d'Alès, une agglomération intra-départementale regroupant 22  communes, dont elle est une commune de la banlieue,,. Par ailleurs la commune fait partie de l'aire d'attraction d'Alès, dont elle est une commune de la couronne,. Cette aire, qui regroupe 64 communes, est catégorisée dans les aires de 50 000 à moins de 200 000 habitants,.

### Occupation des sols
L'occupation des sols de la commune, telle qu'elle ressort de la base de données européenne d’occupation biophysique des sols Corine Land Cover (CLC), est marquée par l'importance des forêts et milieux semi-naturels (62,3 % en 2018), en augmentation par rapport à 1990 (58 %). La répartition détaillée en 2018 est la suivante : 
forêts (52,1 %), zones urbanisées (17,9 %), zones agricoles hétérogènes (15,6 %), milieux à végétation arbustive et/ou herbacée (10,2 %), terres arables (4,2 %). L'évolution de l’occupation des sols de la commune et de ses infrastructures peut être observée sur les différentes représentations cartographiques du territoire : la carte de Cassini (XVIIIe siècle), la carte d'état-major (1820-1866) et les cartes ou photos aériennes de l'IGN pour la période actuelle (1950 à aujourd'hui).

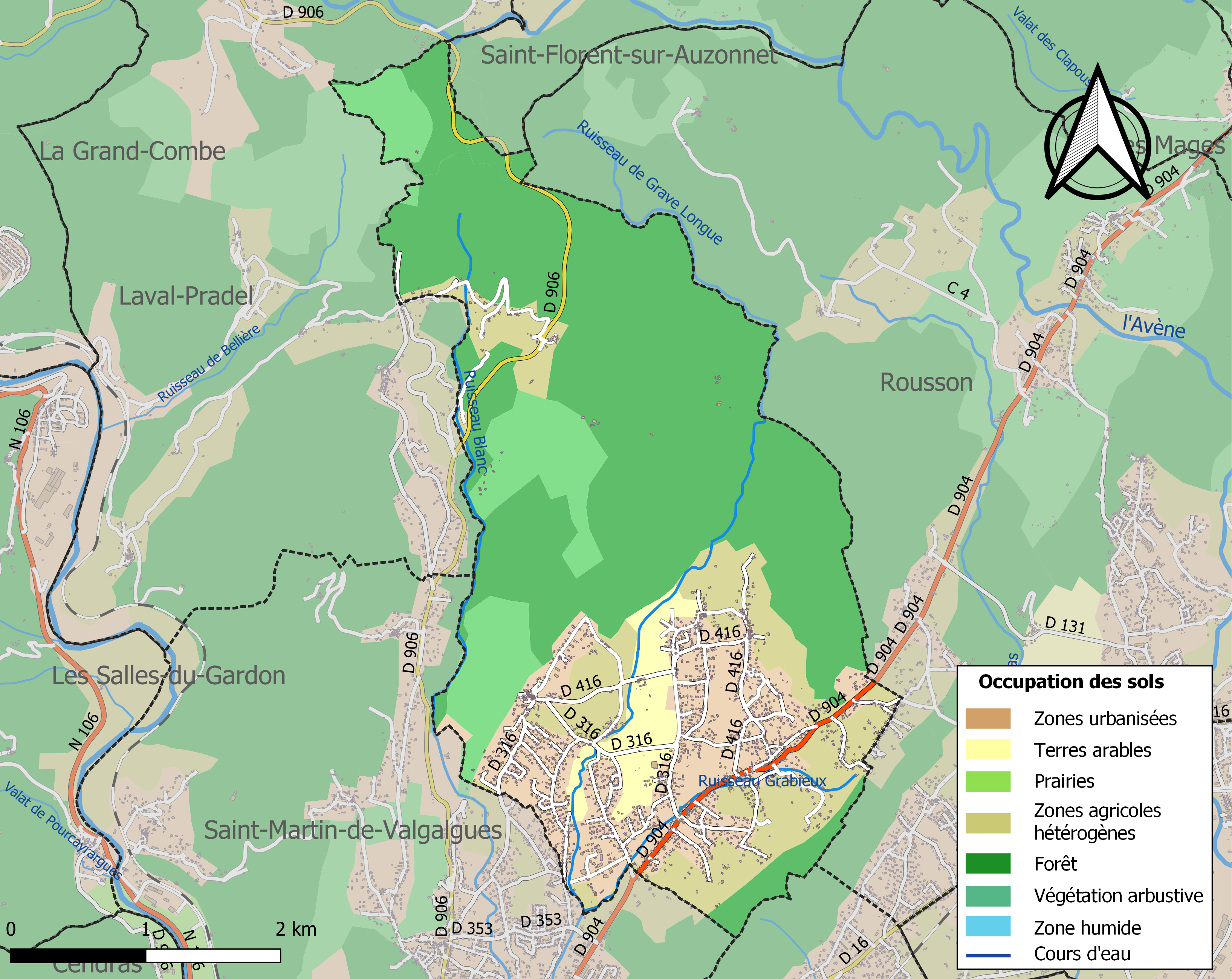
Carte des infrastructures et de l'occupation des sols de la commune en 2018 (CLC).

### Risques majeurs
Le territoire de la commune de Saint-Julien-les-Rosiers est vulnérable à différents aléas naturels : météorologiques (tempête, orage, neige, grand froid, canicule ou sécheresse), inondations, feux de forêts, mouvements de terrains et séisme (sismicité faible). Il est également exposé à un risque particulier : le risque de radon. Un site publié par le BRGM permet d'évaluer simplement et rapidement les risques d'un bien localisé soit par son adresse soit par le numéro de sa parcelle.

#### Risques naturels
La commune fait partie du territoire à risques importants d'inondation (TRI) d'Alès, regroupant 37 communes autour d'Alès, un des 31 TRI qui ont été arrêtés fin 2012 sur le bassin Rhône-Méditerranée, retenu au regard des risques de débordements de la Cèze et des Gardons. Parmi les dernières crues significatives qui ont touché le territoire figurent celles de 1958 et de septembre 2002. Des cartes des surfaces inondables ont été établies pour trois scénarios : fréquent (crue de temps de retour de 10 ans à 30 ans), moyen (temps de retour de 100 ans à 300 ans) et extrême (temps de retour de l'ordre de 1 000 ans, qui met en défaut tout système de protection),. La commune a été reconnue en état de catastrophe naturelle au titre des dommages causés par les inondations et coulées de boue survenues en 1982, 1987, 1993, 1995, 1997, 1998, 2002, 2008, 2014 et 2015,.

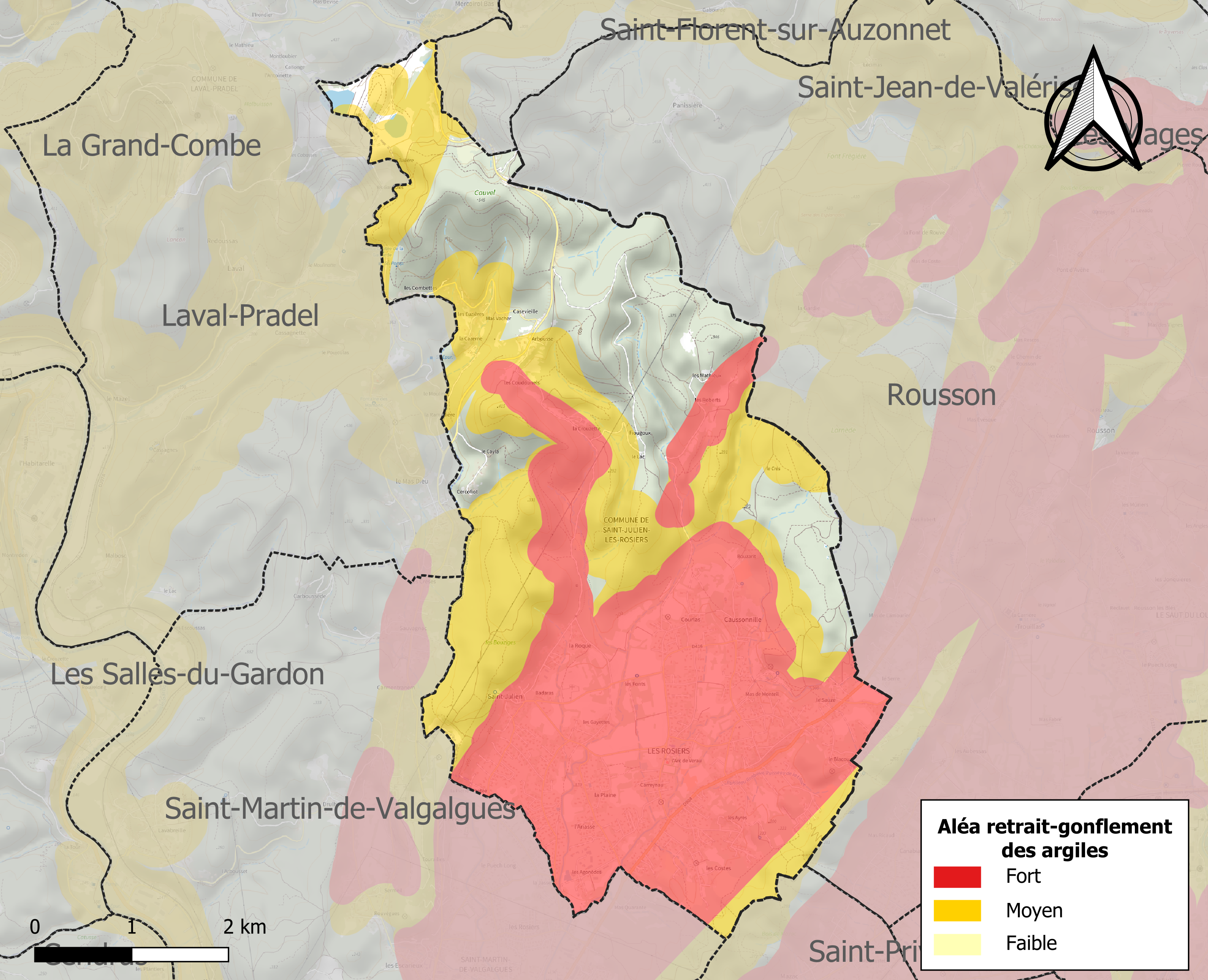
Carte des zones d'aléa retrait-gonflement des sols argileux de Saint-Julien-les-Rosiers.

La commune est vulnérable au risque de mouvements de terrains constitué principalement du retrait-gonflement des sols argileux. Cet aléa est susceptible d'engendrer des dommages importants aux bâtiments en cas d’alternance de périodes de sécheresse et de pluie. 74,4 % de la superficie communale est en aléa moyen ou fort (67,5 % au niveau départemental et 48,5 % au niveau national). Sur les 1 273 bâtiments dénombrés sur la commune en 2019, 1254 sont en aléa moyen ou fort, soit 99 %, à comparer aux 90 % au niveau départemental et 54 % au niveau national. Une cartographie de l'exposition du territoire national au retrait gonflement des sols argileux est disponible sur le site du BRGM,.
Par ailleurs, afin de mieux appréhender le risque d’affaissement de terrain, l'inventaire national des cavités souterraines permet de localiser celles situées sur la commune.

#### Risque particulier
Dans plusieurs parties du territoire national, le radon, accumulé dans certains logements ou autres locaux, peut constituer une source significative d’exposition de la population aux rayonnements ionisants. Certaines communes du département sont concernées par le risque radon à un niveau plus ou moins élevé. Selon la classification de 2018, la commune de Saint-Julien-les-Rosiers est classée en zone 3, à savoir zone à potentiel radon significatif.

## Histoire
Au cours de la Révolution française, la commune, alors nommée Saint-Julien-de-Valgualgues, porte provisoirement le nom de Julien-les-Mines.
En 1955, la commune change de nom pour devenir Saint-Julien-les-Rosiers. Né en 1955 du mariage entre le village de Saint-Julien et le hameau des Rosiers[réf. nécessaire] ; d’autres hameaux composent le village : Caussonille, Courlas, La Roque, Arbousse. Saint-Julien est le village le plus ancien de la commune. Vers 1900, l'amélioration du CD 904, a permis aux Rosiers de se développer. Les Rosiers correspond à un écart de l'ancienne paroisse de Saint-Julien.
Julien renvoie à Julianus, nom porté par plusieurs saints. Le lieu est appelé n 1314, « Ecclesia de Sancto Juliano », en 1345, « parochia Sancti-Juliani de Vallegalga », en 1384, « Locus de Sancto-Juliano Vallis-Galgue » et en 1633, « Saint-Julien-de-Valgualgues ».
L'économie locale était axée sur les produits issus de l'agriculture (céréales, vignobles puis mûriers et élevage du ver à soie). La fabrication du vitriol jusqu'en 1700 ainsi que l'exploitation du minerai de fer pour les hauts-fourneaux de Tamaris (forges d'Alès) et de la pyrite pour l'usine de produits chimiques de Salindres furent, jusqu'en 1895, les activités économiques essentielles.

## Héraldique
| Blason de Saint-Julien-les-Rosiers | Blason  | D'azur à la fasce losangée d'argent et de sable. |
| Blason de Saint-Julien-les-Rosiers | Détails | Le statut officiel du blason reste à déterminer. |

## Politique et administration

### Rattachements électoraux
Pour l'élection des députés, elle fait partie de la quatrième circonscription du Gard.

### Liste des maires
| Période                                  | Période        | Identité          | Étiquette | Qualité                                                  |
| ---------------------------------------- | -------------- | ----------------- | --------- | -------------------------------------------------------- |
| mars 1977                                | septembre 1995 | Jacky Valy        | PCF       | Conseiller général du canton d'Alès-Nord-Est (1992-2015) |
| septembre 1995                           | mars 2008      | Georges Bonnefous | PCF       |                                                          |
| mars 2008                                | En cours       | Serge Bord        | PCF       | Retraité Fonction publique                               |
| Les données manquantes sont à compléter. |                |                   |           |                                                          |

## Population et société

### Démographie

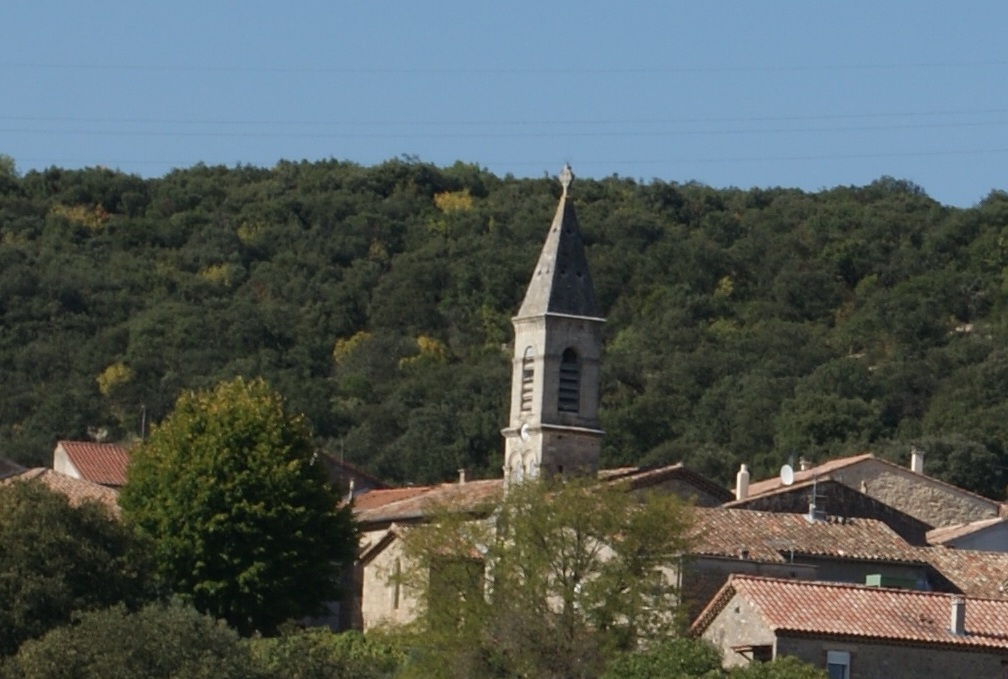
Clocher de l'Église Saint-Julien

L'évolution du nombre d'habitants est connue à travers les recensements de la population effectués dans la commune depuis 1793. Pour les communes de moins de 10 000 habitants, une enquête de recensement portant sur toute la population est réalisée tous les cinq ans, les populations de référence des années intermédiaires étant quant à elles estimées par interpolation ou extrapolation. Pour la commune, le premier recensement exhaustif entrant dans le cadre du nouveau dispositif a été réalisé en 2008.

En 2022, la commune comptait 3 492 habitants, en évolution de +4,86 % par rapport à 2016 (Gard : +2,97 %, France hors Mayotte : +2,11 %).
| 1793 | 1800 | 1806 | 1821 | 1831 | 1836 | 1841 | 1846 | 1851 |
| ---- | ---- | ---- | ---- | ---- | ---- | ---- | ---- | ---- |
| 282  | 398  | 525  | 560  | 650  | 615  | 675  | 827  | 843  |

| 1856 | 1861  | 1866 | 1872 | 1876  | 1881  | 1886  | 1891  | 1896 |
| ---- | ----- | ---- | ---- | ----- | ----- | ----- | ----- | ---- |
| 827  | 1 005 | 944  | 951  | 1 027 | 1 029 | 1 032 | 1 018 | 955  |

| 1901 | 1906  | 1911  | 1921 | 1926  | 1931  | 1936 | 1946 | 1954  |
| ---- | ----- | ----- | ---- | ----- | ----- | ---- | ---- | ----- |
| 984  | 1 054 | 1 044 | 929  | 1 042 | 1 035 | 950  | 924  | 1 126 |

| 1962  | 1968  | 1975  | 1982  | 1990  | 1999  | 2006  | 2008  | 2013  |
| ----- | ----- | ----- | ----- | ----- | ----- | ----- | ----- | ----- |
| 1 182 | 1 305 | 1 534 | 2 021 | 2 325 | 2 444 | 2 773 | 2 868 | 3 268 |

| 2018  | 2022  | - | - | - | - | - | - | - |
| ----- | ----- | - | - | - | - | - | - | - |
| 3 367 | 3 492 | - | - | - | - | - | - | - |

### Vie associative et partenariat
- Saint-Julien dispose d'un comité de jumelage « Solidarité Sénégal » avec des actions humanitaires entre le village de Djilacoune en Casamance, la commune, et la protection judiciaire de la jeunesse du Gard. Aussi, tous les 2 ans, un groupe de jeunes se rend à Djilacoune pour y effectuer des chantiers et la dimension pédagogique est aussi importante que l'action de coopération.
- Le Kiosque : association au service des associations et de tous les Julirosiens pour un conseil, une aide, un moment convivial. Elle développe des projets avec et pour les habitants dans une démarche plurigénérationnelle afin de créer des liens de solidarité et rompre l'isolement des personnes.

Ses activités : activités engins radio-commandés pour petits et grands, organisation du Carnaval, animation ludique le vendredi soir, participation aux manifestations avec les associations (fête du village...), gestion du centre de loisirs sans hébergement, participe activement aux sorties scolaires.

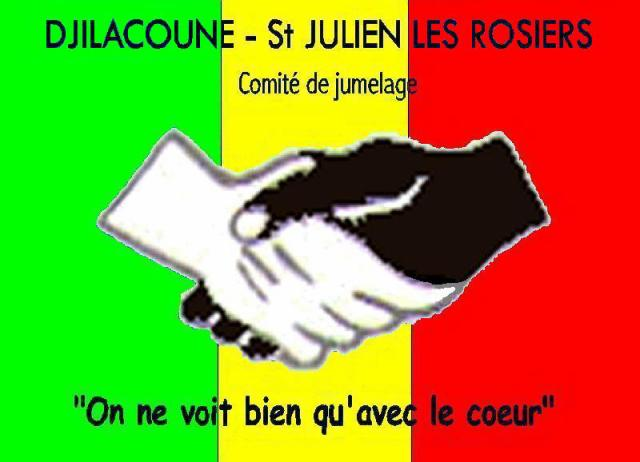
Jumelage Solidarité Sénégal.
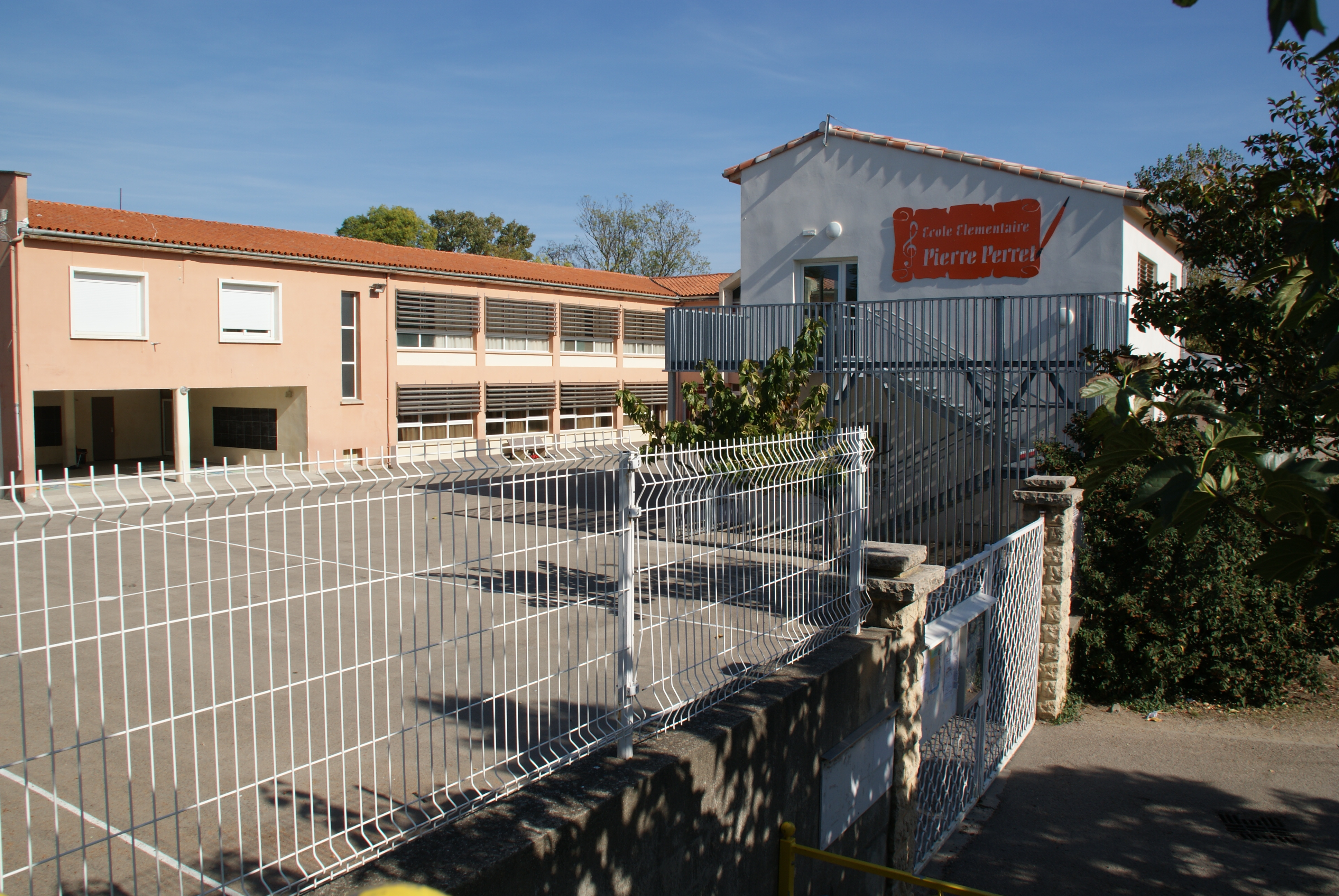
L'école.

## Économie

### Revenus
En 2018  (données Insee publiées en septembre 2021), la commune compte 1 424 ménages fiscaux, regroupant 3 407 personnes. La médiane du revenu disponible par unité de consommation est de 20 750 € (20 020 € dans le département). 49 % des ménages fiscaux sont imposés (43,9 % dans le département).

### Emploi
|                | 2008   | 2013   | 2018  |
| -------------- | ------ | ------ | ----- |
| Commune        | 7 %    | 10,2 % | 9,8 % |
| Département    | 10,6 % | 12 %   | 12 %  |
| France entière | 8,3 %  | 10 %   | 10 %  |

En 2018, la population âgée de 15 à 64 ans s'élève à 2 015 personnes, parmi lesquelles on compte 74,6 % d'actifs (64,8 % ayant un emploi et 9,8 % de chômeurs) et 25,4 % d'inactifs,. Depuis 2008, le taux de chômage communal (au sens du recensement) des 15-64 ans est inférieur à celui de la France et du département.
La commune fait partie de la couronne de l'aire d'attraction d'Alès, du fait qu'au moins 15 % des actifs travaillent dans le pôle,. Elle compte 315 emplois en 2018, contre 376 en 2013 et 310 en 2008. Le nombre d'actifs ayant un emploi résidant dans la commune est de 1 320, soit un indicateur de concentration d'emploi de 23,9 % et un taux d'activité parmi les 15 ans ou plus de 54,9 %.
Sur ces 1 320 actifs de 15 ans ou plus ayant un emploi, 168 travaillent dans la commune, soit 13 % des habitants. Pour se rendre au travail, 93,8 % des habitants utilisent un véhicule personnel ou de fonction à quatre roues, 0,7 % les transports en commun, 3,6 % s'y rendent en deux-roues, à vélo ou à pied et 2 % n'ont pas besoin de transport (travail au domicile).

### Activités hors agriculture

#### Secteurs d'activités
189 établissements sont implantés  à Saint-Julien-les-Rosiers au 31 décembre 2019. Le tableau ci-dessous en détaille le nombre par secteur d'activité et compare les ratios avec ceux du département,.
| Secteur d'activité                                                                                        | Commune | Commune | Département |
| Secteur d'activité                                                                                        | Nombre  | %       | %           |
| --- | ------- | ------- | ----------- |
| Ensemble                                                                                                  | 189     | 100 %   | (100 %)     |
| Industrie manufacturière, industries extractives et autres                                                | 14      | 7,4 %   | (7,9 %)     |
| Construction                                                                                              | 53      | 28 %    | (15,5 %)    |
| Commerce de gros et de détail, transports, hébergement et restauration                                    | 44      | 23,3 %  | (30 %)      |
| Information et communication                                                                              | 2       | 1,1 %   | (2,2 %)     |
| Activités financières et d'assurance                                                                      | 2       | 1,1 %   | (3 %)       |
| Activités immobilières                                                                                    | 5       | 2,6 %   | (4,1 %)     |
| Activités spécialisées, scientifiques et techniques et activités de services administratifs et de soutien | 25      | 13,2 %  | (14,9 %)    |
| Administration publique, enseignement, santé humaine et action sociale                                    | 29      | 15,3 %  | (13,5 %)    |
| Autres activités de services                                                                              | 15      | 7,9 %   | (8,8 %)     |

Le secteur de la construction est prépondérant sur la commune puisqu'il représente 28 % du nombre total d'établissements de la commune (53 sur les 189 entreprises implantées  à Saint-Julien-les-Rosiers), contre 15,5 % au niveau départemental.

#### Entreprises et commerces
L'entreprise ayant son siège social sur le territoire communal qui génère le plus de chiffre d'affaires en 2020 est : 
- Orcel, travaux d'installation d'eau et de gaz en tous locaux (107 k€)

### Agriculture
|               | 1988 | 2000 | 2010 | 2020 |
| ------------- | ---- | ---- | ---- | ---- |
| Exploitations | 19   | 6    | 8    | 5    |
| SAU (ha)      | 139  | 194  | 151  | 200  |

La commune est dans les Cévennes, une petite région agricole occupant l'ouest du département du Gard. En 2020, l'orientation technico-économique de l'agriculture  sur la commune est l'élevage d'ovins ou de caprins. Cinq exploitations agricoles ayant leur siège dans la commune sont dénombrées lors du recensement agricole de 2020 (19 en 1988). La superficie agricole utilisée est de 200 ha,,.

## Culture locale et patrimoine

### Lieux et monuments
- Église Saint-Julien de Saint-Julien-les-Rosiers. La première église de Saint-Julien a été construite au XIe siècle. Les six contreforts et les deux parties des murs latéraux témoignent de l'architecture de cette époque. Au-dessus du tympan se trouve la statue de saint Julien. L'agrandissement de l'église préfigure la croix latine, ses peintures et sa tour de façade se trouvent être du pur style roman.
- L'abbaye de Notre-Dame-des-Fonts fut bâtie vers les XIe et XIIe siècles. Son style romano-byzantin appartient à la seconde période de l'architecture chrétienne du Moyen Âge. Cette abbaye qui a prospéré pendant 600 ans attire l'attention des rois de France ainsi que de jeunes filles issues de hautes et nobles familles de la région d'Alès. Cette abbaye de femmes fut transportée au XIVe siècle à Alès. L'abbaye de Saint-Bernard lui sera annexée. Cet ancien monastère est situé entre le hameau de Caussonille et le vieux village de Saint-Julien-de-Valgualgues. Il appartenait au diocèse de Nîmes jusqu'en 1694. Vendu comme bien national, l'abbaye rurale de Notre-Dame-des-Fonts a subi beaucoup de vicissitudes. Actuellement propriété privée, les bâtiments conventuels ont disparu, à l'exception de l'aile orientale du cloître.

### Personnalités liées à la commune
- Ernest Aberlenc, (1847-1930), poète occitan, prêtre
- Max Roustan, député-maire d'Alès, y est né en 1944.
- Pierre Meurin, député du Gard.